# Saxifraga rifaea
Saxifraga rifaea là một loài thực vật có hoa trong họ Saxifragaceae. Loài này được Romo miêu tả khoa học đầu tiên năm 1993.